# 太刀川亞希
太刀川 亞希（たちかわ あき、1972年3月29日 - ）は、日本の舞台女優。東京都出身。文学座所属。

## 出演作品

### 吹き替え
- アニバーサリーの夜に
- サンダーストーン・未来を救え!（アプラ）
- 私はケイトリン

### 劇場版アニメ
- 千と千尋の神隠し

### ラジオドラマ
- 青春アドベンチャー（NHK-FM）
  - おいしいコーヒーのいれ方 - 星野りつ子 役
    - おいしいコーヒーのいれ方Ⅱ ～僕らの夏～（1997年1月13日 - 17日）
    - おいしいコーヒーのいれ方Ⅲ ～彼女の朝～（1997年12月8日 - 12日）
    - おいしいコーヒーのいれ方Ⅳ ～雪の降る音～（1999年7月26日 - 30日）
    - おいしいコーヒーのいれ方Ⅴ ～緑の午後～（2001年2月19日 - 3月5日）[2]
    - おいしいコーヒーのいれ方Ⅶ ～坂の途中～（2003年11月17日 - 21日）[3]
    - おいしいコーヒーのいれ方Ⅷ ～優しい秘密～（2006年12月4日 - 8日）[4]
    - おいしいコーヒーのいれ方Ⅸ ～聞きたい言葉～（2006年12月11日 - 15日）[4]　
    - おいしいコーヒーのいれ方Ⅹ ～夢のあとさき～（2006年12月18日 - 22日）[4]　

  - 渚にて（2004年8月23日 - 9月3日） - カスミ 役[5]
- FMシアター（NHK-FM）
  - 首飾りと腕輪（2002年9月28日）[6]　
  - チョコリエッタ（2004年1月17日） - 知世子 役[7]
  - 夢ではない（2004年12月11日）[7]

### 舞台
1997年
- 初舞台『あ?! それが問題だ』(文学座本公演)：サンシャイン劇場
- 『月がとっても蒼いから』(文学座アトリエ公演)

1999年
- 『月の光にさそわれて　こどもの広場ミュージカル』：俳優座劇場
- 『雪やこんこん』(こまつ座)：紀伊國屋ホール

2000年
- 『お隣りの人々』(パンプランニング）：博品館劇場

2001年
- 『そして春の水は河となって流れ』(椿組)：下北沢「劇」小劇場
- 『こわれがめ』：俳優座劇場

2002年
- 『ロベルト・ズッコ』(アトリエ)

2004年
- 『アイアムアリス』：富山オーバードホール
- 『中二階な人々』(アトリエ)
- 『時の物置』：世田谷パブリックシアター
- 『ハロー、グッバイ』：彩の国さいたま芸術劇場

2006年
- 『アラビアンナイト』(本公演)：全労済ホールスペース・ゼロ
- 『流星に捧げる』(地人会)：紀伊國屋サザンシアター
- 『シラノ・ド・ベルジュラック』(本公演)：THEATRE1010

2008年
- 『Train coming』(文学座+青年団)：サイスタジオコモネ
- 『ミセス・サヴェッジ』(アトリエ)：吉祥寺シアター

2009年
- 『グリーンフィンガーズ』(Quaras)：青山劇場

2010年
- 『わが町』（本公演）：全労済ホールスペース・ゼロ

2011年
- 『歌とピアノとバイオリンと語りの会くまとやまねこ（音楽とお話）』川崎市中原市民ホール
- 『語りとピアノのコラボレーション』めぐろバーシモンホール
- 『櫻の木の上、櫻の木の下』サイスタジオコモネ

2012年
- 『櫻の木の上、櫻の木の下』韓国公演